# Moravany (district de Hodonín)
Pour les articles homonymes, voir Moravany.
Moravany (en allemand : Morawan) est une commune du district de Hodonín, dans la région de Moravie-du-Sud, en République tchèque. Sa population s'élevait à 733 habitants en 2020.

## Géographie
Moravany se trouve à 5 km au nord-est de Kyjov, à 22 km au nord de Hodonín, à 45 km à l'est-sud-est de Brno et à 229 km au sud-est de Prague.
La commune est limitée par Koryčany au nord, par Osvětimany à l'est, par Vřesovice au sud-est, par Hýsly au sud-est et au sud, et par Kostelec et Čeložnice à l'ouest.

## Histoire
La première mention écrite de la localité date de 1324.